# آواره

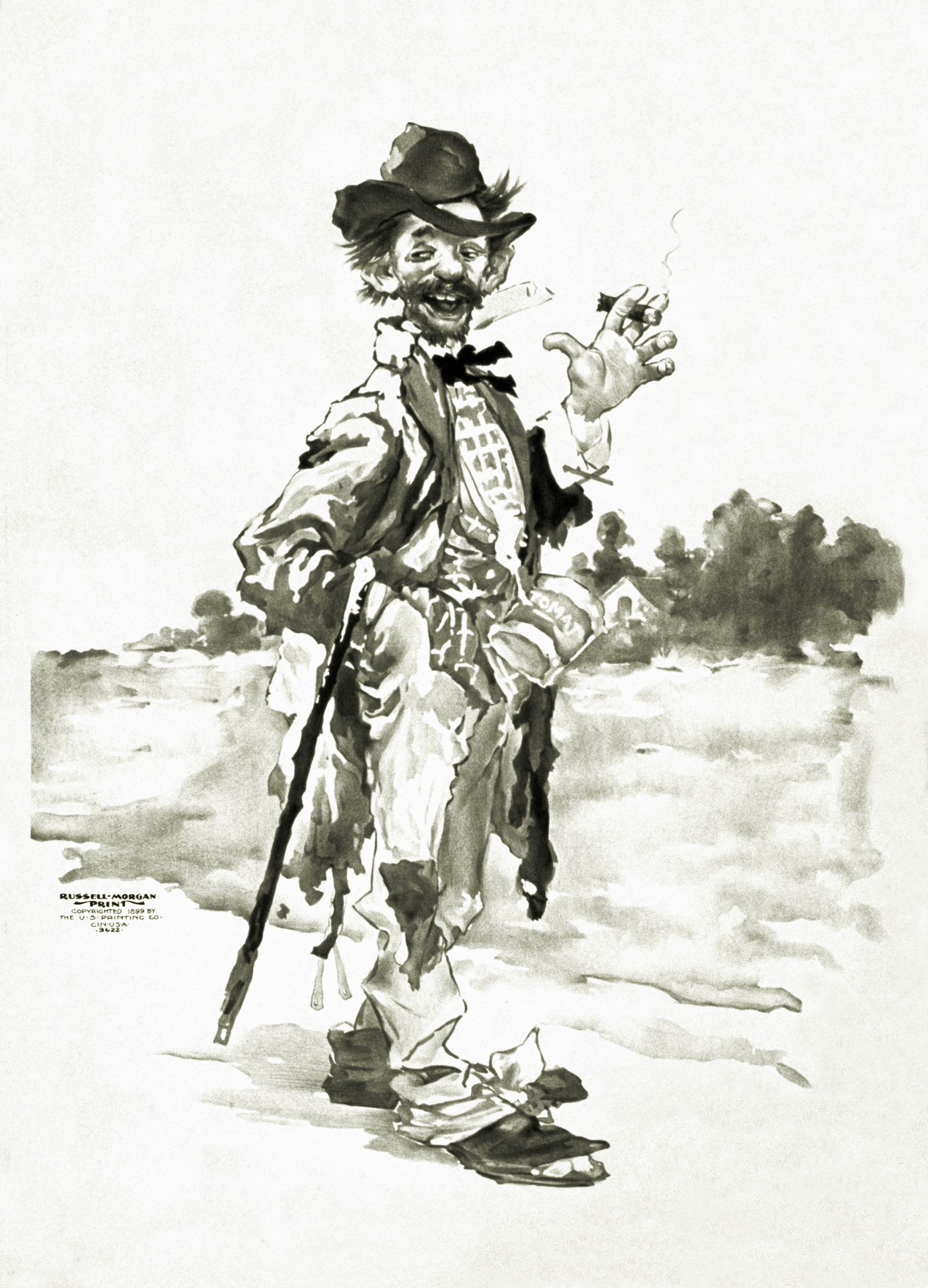
آواره عاشق که در پوستر ۱۸۹۹ ایالات متحده به تصویر کشیده شده‌است

آواره (به انگلیسی: Tramp)، یک فرد بی‌خانمان برای دورهٔ درازمدت است که به عنوان یک ولگرد سرگردان از جایی به مکان دیگر سفر می‌کند و به‌طور سنتی در تمام طول سال پیاده‌روی می‌کند.